# Hypodessus frustrator
Hypodessus frustrator is een keversoort uit de familie waterroofkevers (Dytiscidae). De wetenschappelijke naam van de soort is voor het eerst geldig gepubliceerd in 1966 door Spangler.